# Fréterive
Fréterive é uma comuna francesa na região administrativa de Auvérnia-Ródano-Alpes, no departamento de Saboia. Estende-se por uma área de 11,01 km². Em 2010 a comuna tinha 602 habitantes (densidade: 54,7 hab./km²).